# Knut Fredrik Thedenius
Knut Fredrik Thedenius, född 12 november 1814 i Skogs-Tibble socken, Uppsala län, död 4 mars 1894 i Stockholm, var en svensk botaniker.
Thedenius blev 1840 apotekare, var 1840–1843 Svenska trädgårdsföreningens sekreterare och botaniker, innehade 1843–1858 apoteket Korpen i Gamla stan, i Stockholm, blev 1843 Apotekarsocietetens sekreterare och examinator i apotekarexamen, var 1839–1846 lärare i naturhistoria vid Hillska skolan, 1844–1859 lärare vid Stockholms gymnasium och blev 1859 lektor i naturalhistoria där. 
Han företog 1836 en botanisk resa genom Dalarna, Härjedalen och Norge. Han var flitig växt- och insektsamlare och skrev ett flertal botaniska och entomologiska arbeten, av vilka särskilt kan nämnas Anmärkningar om Herjedalens vegetation (1839), Stockholmstraktens phanerogamer och ormbunkar (1850), Botaniska exkursioner i Stockholmstrakten (1859) och Flora öfver Uplands och Södermanlands fanerogamer etc. (1871). Han utgav "Botaniska notiser" 1852–1856.
Thedenius är begravd på Norra begravningsplatsen utanför Stockholm.
Auktorsnamnet Thed. kan användas för Knut Fredrik Thedenius i samband med ett vetenskapligt namn inom botaniken; se Wikipediaartiklar som länkar till auktorsnamnet.